# 王景武 (1966年)
王景武（1966年—），河北广宗人，男，汉族，中华人民共和国政治人物，中国共产党党员。西安交通大学应用经济学专业毕业。

## 生平
2009年12月，任中国人民银行呼和浩特中心支行行长、国家外汇管理局内蒙古自治区分局局长。2012年9月，接替罗伯川任中国人民银行广州分行行长。
2013年，当选第十二届全国人民代表大会广东地区代表。2018年2月24日，当选为第十三届全国人大代表。